# Opio
Opio (dans le dialecte local Úpie (classique) ou Ùpie (mistralienne) [ˈy.pje]) est une commune française située dans le département des Alpes-Maritimes, en région Provence-Alpes-Côte d'Azur.
Ses habitants sont appelés les Upians ou les Opidiens.

## Géographie
Cette commune est située dans la région de Cannes. Elle est à 17 km du bord de mer de Cannes, à 40 km de la station de ski Gréolières 1400. Elle est entourée de bois (bois d'Opio).

### Climat
Pour des articles plus généraux, voir Climat de Provence-Alpes-Côte d'Azur et Climat des Alpes-Maritimes.
En 2010, le climat de la commune est de type climat méditerranéen franc, selon une étude du Centre national de la recherche scientifique s'appuyant sur une série de données couvrant la période 1971-2000. En 2020, Météo-France publie une typologie des climats de la France métropolitaine dans laquelle la commune est exposée à un climat méditerranéen et est dans la région climatique  Var, Alpes-Maritimes, caractérisée par une pluviométrie abondante en automne et en hiver (250 à 300 mm en automne), un très bon ensoleillement en été (fraction d’insolation > 75 %), un hiver doux (8 °C) et peu de brouillards. 
Pour la période 1971-2000, la température annuelle moyenne est de 14,4 °C, avec une amplitude thermique annuelle de 15,6 °C. Le cumul annuel moyen de précipitations est de 968 mm, avec 6,6 jours de précipitations en janvier et 2,6 jours en juillet. Pour la période 1991-2020, la température moyenne annuelle observée sur la station météorologique de Météo-France la plus proche, « Valbonne-Sophia », sur la commune de Valbonne à 4 km à vol d'oiseau, est de 15,9 °C et le cumul annuel moyen de précipitations est de 920,3 mm. 
La température maximale relevée sur cette station est de 38 °C, atteinte le 24 août 2023 ; la température minimale est de −3,3 °C, atteinte le 11 février 2012,,. 
| Mois                                  | jan.          | fév.            | mars          | avril         | mai           | juin          | jui.            | août        | sep.          | oct.          | nov.            | déc.          | année     |
| ------------------------------------- | ------------- | --------------- | ------------- | ------------- | ------------- | ------------- | --------------- | ----------- | ------------- | ------------- | --------------- | ------------- | --------- |
| Température minimale moyenne (°C)     | 5,9           | 5,7             | 7,7           | 9,8           | 13,5          | 17,1          | 19,6            | 20          | 16,7          | 13,4          | 9,4             | 6,8           | 12,1      |
| Température moyenne (°C)              | 9,1           | 9,3             | 11,4          | 13,7          | 17,5          | 21,3          | 24              | 24,4        | 20,7          | 16,9          | 12,6            | 10            | 15,9      |
| Température maximale moyenne (°C)     | 12,4          | 12,8            | 15,2          | 17,6          | 21,4          | 25,5          | 28,4            | 28,8        | 24,8          | 20,4          | 15,9            | 13,1          | 19,7      |
| Record de froid (°C) date du record   | −1,6 29.01.05 | −3,3 11.02.12   | −2,3 01.03.05 | 1 02.04.22    | 5 06.05.1991  | 8,9 01.06.06  | 12,6 08.07.1996 | 14 23.08.07 | 8,2 28.09.07  | 3,3 28.10.12  | −0,6 23.11.1988 | −2,2 20.12.09 | −3,3 2012 |
| Record de chaleur (°C) date du record | 21,1 11.01.15 | 24,5 15.02.1990 | 26 31.03.15   | 26,8 24.04.23 | 31,3 27.05.22 | 36,2 25.06.17 | 37,4 21.07.23   | 38 24.08.23 | 34,4 03.09.09 | 30,1 14.10.23 | 27,5 14.11.23   | 23,6 11.12.23 | 38 2023   |
| Précipitations (mm)                   | 84,2          | 59,8            | 61,7          | 84,8          | 58,5          | 41            | 18,2            | 28          | 90,6          | 139,9         | 149,3           | 104,3         | 920,3     |

| Diagramme climatique                                  |             |             |             |              |            |              |          |              |               |              |              |
| J                                                     | F           | M           | A           | M            | J          | J            | A        | S            | O             | N            | D            |
| 12,45,984,2                                           | 12,85,759,8 | 15,27,761,7 | 17,69,884,8 | 21,413,558,5 | 25,517,141 | 28,419,618,2 | 28,82028 | 24,816,790,6 | 20,413,4139,9 | 15,99,4149,3 | 13,16,8104,3 |
| Moyennes : • Temp. maxi et mini °C • Précipitation mm |             |             |             |              |            |              |          |              |               |              |              |

Les paramètres climatiques de la commune ont été estimés pour le milieu du siècle (2041-2070) selon différents scénarios d'émission de gaz à effet de serre à partir des nouvelles projections climatiques de référence DRIAS-2020. Ils sont consultables sur un site dédié publié par Météo-France en novembre 2022.

## Urbanisme

### Typologie
Au 1er janvier 2024, Opio est catégorisée ceinture urbaine, selon la nouvelle grille communale de densité à 7 niveaux définie par l'Insee en 2022.
Elle appartient à l'unité urbaine de Nice, une agglomération intra-départementale dont elle est une commune de la banlieue,. Par ailleurs la commune fait partie de l'aire d'attraction de Cannes - Antibes, dont elle est une commune de la couronne,. Cette aire, qui regroupe 24 communes, est catégorisée dans les aires de 200 000 à moins de 700 000 habitants,.

### Occupation des sols
L'occupation des sols de la commune, telle qu'elle ressort de la base de données européenne d’occupation biophysique des sols Corine Land Cover (CLC), est marquée par l'importance des territoires artificialisés (51,8 % en 2018), en augmentation par rapport à 1990 (13,3 %). La répartition détaillée en 2018 est la suivante : 
zones urbanisées (42,2 %), forêts (40,8 %), espaces verts artificialisés, non agricoles (9,6 %), cultures permanentes (6,3 %), zones agricoles hétérogènes (1,1 %).
L'évolution de l’occupation des sols de la commune et de ses infrastructures peut être observée sur les différentes représentations cartographiques du territoire : la carte de Cassini (XVIIIe siècle), la carte d'état-major (1820-1866) et les cartes ou photos aériennes de l'IGN pour la période actuelle (1950 à aujourd'hui).

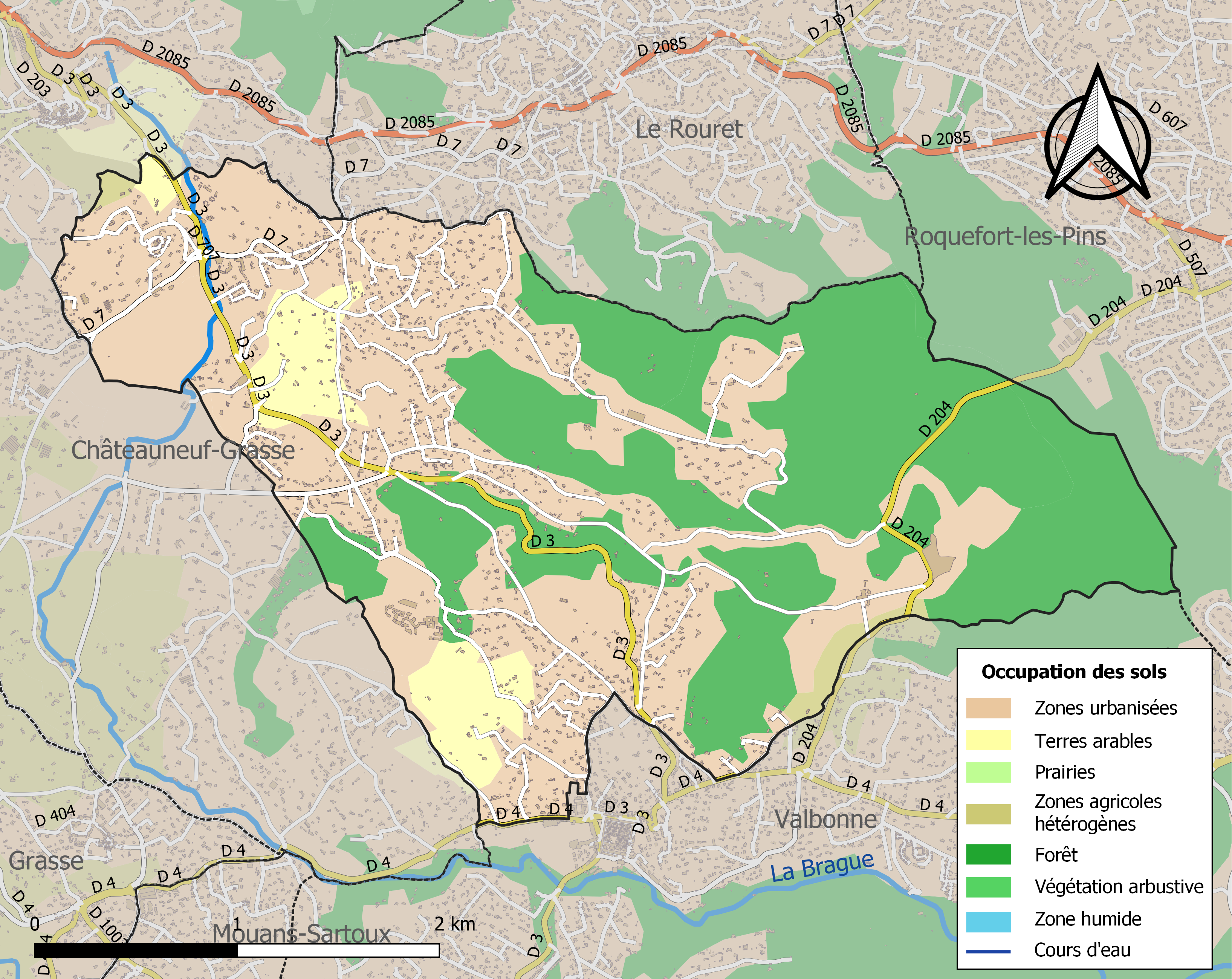
Carte de l'occupation des sols de la commune en 2018 (CLC).

## Histoire
(octobre 2013).
Si vous disposez d'ouvrages ou d'articles de référence ou si vous connaissez des sites web de qualité traitant du thème abordé ici, merci de compléter l'article en donnant les références utiles à sa vérifiabilité et en les liant à la section « Notes et références ».
L’histoire d’Opio remonte à l’Antiquité.
Opio est à l’origine un important camp fortifié, un oppidum (d’où il a probablement tiré son nom) construit par une tribu celto-ligure, les Déciates. Il est détruit en 154 av. J.-C. par les légions romaines du consul Quintus Opimius puis il est de nouveau ravagé par les Wisigoths, les Ostrogoths, et occupé plus tard par les Sarrazins.

### Moyen Âge
En 973, Guillaume Ier, comte de Provence, expulse les Sarrazins, aidé par des seigneurs, dont Rodoard. En remerciement, Guillaume Ier lui attribue le titre de comte d’Antibes avec tous les pouvoirs civils et religieux. Il est dit dans les cartulaires de l'abbaye de Lérins : princeps Antipolitanus ad domino Guillelmo secundo comites Arlatensis creutus. Ces cartulaires donnent le nom de sa femme, Alajarde, fille du comte de Provence, Guillaume. Le comte lui a donné la souveraineté d'Antibes et la moitié des terres du diocèse. Il était encore vivant en 993. Dans ces mêmes textes sont donnés les noms des enfants de Rodoard : Gauceran, qui lui succède et obtient du comte de Provence l'autre moitié des terres du diocèse d'Antibes, Guillaume dit Gruette, à cause de son long cou, et Oda, mariée à Pierre Signerius.
Guillaume, dit Gruette, devint seigneur d’Opio en se mariant avec Adhoïs. Opio est alors rattaché à l'évêché d'Antibes.
En 1034, Gruette se retire comme moine à l’abbaye de Lérins, à qui il lègue une partie du fief d’Opio, dont les terres s’étendent, à l’époque, jusqu’au port de Cannes.
En 1084, le village est cité sous le nom d'Opio.
En 1110, les évêques d’Antibes et l’abbaye de Lérins entament une lutte d’influence pour la possession des biens des seigneurs locaux et des églises en particulier.
Les seigneurs d’Opio, dont Pierre (fils de Gruette) sont peu à peu dépossédés de leurs terres, au profit de l’épiscopat d’Antibes.
En 1150, les seigneurs d'Opio se sentant vulnérables à Opio décidèrent de construire un nouveau château au sommet d'une colline, Châteauneuf d'Opio. Rapidement, les habitants d'Opio vont se déplacer au château neuf.
Les comtes de Provence vont s'intéresser à l'est de la Provence et vont lutter contre l'influence et la prise de contrôle de ce territoire par la république de Gênes. Gênes avait déjà pris le contrôle de Vintimille et obligé Gui Guerra, comte de Vintimille à s'en reconnaître le vassal, en 1157. Raimond-Bérenger II est tué en 1166 pendant le siège de Nice. Alphonse Ier de Provence signa un accord en 1176 avec la commune de Nice mais après 1213 les Niçois vont se rapprocher des Génois qui en 1215 construisirent un château sur le rocher de Monaco.
Opio est prise en 1178. Foulque, Fulco, moine de l'abbaye Saint-Victor de Marseille succède à Bertrand Ier comme évêque d'Antibes en 1178. En avril 1178, Raimond Béranger, ayant reçu le comté de Provence de son frère Alphonse II d'Aragon, jugea en sa faveur dans une transaction avec Raimond de Grasse. Il l'a confirmé dans ses droits sur Mouans, Opio, Antibes, Avignonet et Mandelieu, Auribeau, Saint-Vallier, Saint-Cézaire, Caussols, Gourdon et son prieuré Saint-Vincent, le Bar, Biot et Sartoux.
La ville de Vintimille est prise par les Génois en 1222. Le comte de Provence Raimond Bérenger IV décida de prendre le contrôle de Nice. Romée de Villeneuve est chargé de s'emparer des châteaux de l'est de la Provence dont les seigneurs sont en rébellion contre le comte de Provence. Nice comme Châteauneuf-d'Opio sont pris en 1229. L'évêque de Grasse en est devenu le seigneur d'Opio vers 1244 et va le rester jusqu’à la Révolution, en 1789.
La mort de la reine Jeanne Ire ouvre une crise de succession à la tête du comté de Provence, les villes de l’Union d'Aix (1382-1387) soutenant Charles de Duras contre Louis Ier d'Anjou. Puis, Aix se soumet en octobre 1387, ce qui précipite le ralliement des carlistes, dont la co-dame d’Opio, Renaude de Saint-Paul. Elle obtient un « chapitre de paix » de Marie de Châtillon le 2 janvier 1388 et prête hommage à Louis II d'Anjou, âgé de dix ans.
À la fin du XIVe siècle, l'habitat à Opio déclina et en 1400, le site du village est déclaré inhabité. L'église Saint-Trophime est conservée mais elle sert de chapelle.

### Temps modernes
En 1631, Antoine Godeau, membre de l’académie française et auteur de nombreux ouvrages sur l’histoire de l’église, est nommé par Louis XIII seigneur temporel d’Opio. Il est définitivement consacré évêque de Vence par une bulle du Pape en 1636.
Entre 1640 et 1650, il visite Opio à plusieurs reprises et demande que saint Trophime figure sur le retable de l’église.
Entre 1687 et 1705, l'église Saint-Trophime redevient paroissiale. La population est dispersée sur le territoire de la commune et l'agglomération n'est pas reconstituée.
En 1734, le premier Conseil de consuls élus par les opidiens se réunit sur le parvis de l’église Saint-Trophime.
En 1986 le jeudi 19 juin, sur le trajet à moto le ramenant de Cannes à Opio, Coluche est accompagné de deux amis. Sans aucun motif apparent, un poids lourd lui coupe brusquement la route en effectuant une manœuvre dangereuse, un virage sec à gauche. Roulant à vitesse modérée (selon l’expertise, à environ 60 km/h au lieu des 90 km/h autorisés) mais sans casque, l’humoriste ne peut rien faire pour éviter la collision, sa tête percute l’avant droit du camion, un choc qui lui est fatal.
Les versions divergentes de l'accident données par la presse sèmeront le doute sur la thèse officielle de l'accident.

La Légende du Siffleur d'Opio
Dans les bois sombres d’Opio, un petit village perché dans l’arrière-pays azuréen, on raconte depuis des générations l’histoire d’un homme mystérieux, autrefois garde forestier, retrouvé mort dans des circonstances jamais élucidées. On l’appelait simplement "le Siffleur", car il avait pour habitude de siffler une mélodie étrange en patrouillant la nuit, accompagné d’une chouette blanche au regard perçant.
Un soir d’automne, les villageois entendirent son sifflement résonner une dernière fois. Au matin, on retrouva son corps, défiguré et sans vie, au pied d’un vieux chêne, les yeux fixés vers le ciel, figés d’effroi. Sa chouette, elle, disparut.
Depuis ce jour, les jeunes du coin défient la peur en s’aventurant dans les bois à la tombée de la nuit. Certains jurent entendre un sifflement glacial flotter entre les arbres, comme un avertissement. Et toujours, juste avant que le son ne s’arrête brusquement… une chouette blanche fond dans le ciel, silencieuse comme la mort.
On dit que ceux qui croisent le regard de la chouette ne rentrent jamais. D’autres affirment qu’ils sont poursuivis pendant des nuits, hantés par un sifflement qui se rapproche, encore et encore… jusqu’à ce que le silence tombe pour de bon.

## Politique et administration

### Liste des maires

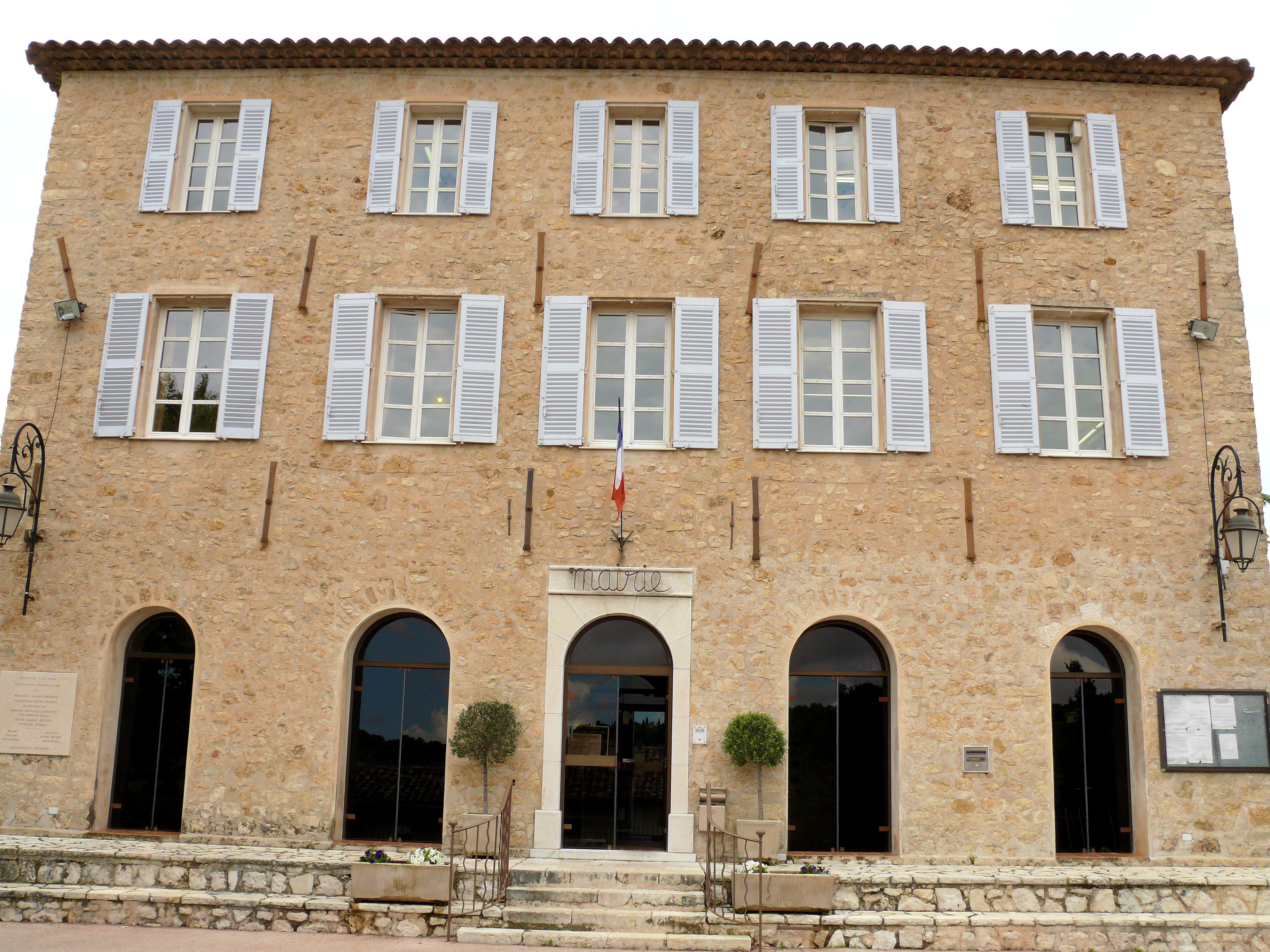
La mairie.

| Période                                  | Période                       | Identité                     | Étiquette | Qualité                                                                          |
| ---------------------------------------- | ----------------------------- | ---------------------------- | --------- | -------------------------------------------------------------------------------- |
| Les données manquantes sont à compléter. |                               |                              |           |                                                                                  |
| 1931                                     |                               | Jean Carlavan                |           |                                                                                  |
| Les données manquantes sont à compléter. |                               |                              |           |                                                                                  |
| 1946                                     | 1966                          | Michel Aimé                  |           | Agriculteur                                                                      |
| Les données manquantes sont à compléter. |                               |                              |           |                                                                                  |
| 1983                                     | 1987 (décès)                  | Fernand Raybaud              |           |                                                                                  |
| 1987                                     | mars 2001                     | Roger Michel                 |           | Moulinier, ancien adjoint                                                        |
| mars 2001                                | mars 2008                     | Marcel Perrissol (1934-2021) | DVD       | Commissaire aux fleurs Adjoint au maire (1965 → 1995), 1er adjoint (1995 → 2001) |
| mars 2008                                | En cours (au 19 janvier 2021) | Thierry Occelli              | UMP-LR    | Entrepreneur en bâtiments Réélu pour le mandat 2020-2026                         |

## Population et société

### Démographie
L'évolution du nombre d'habitants est connue à travers les recensements de la population effectués dans la commune depuis 1793. Pour les communes de moins de 10 000 habitants, une enquête de recensement portant sur toute la population est réalisée tous les cinq ans, les populations de référence des années intermédiaires étant quant à elles estimées par interpolation ou extrapolation. Pour la commune, le premier recensement exhaustif entrant dans le cadre du nouveau dispositif a été réalisé en 2004.

En 2022, la commune comptait 2 408 habitants, en évolution de +9,16 % par rapport à 2016 (Alpes-Maritimes : +2,85 %, France hors Mayotte : +2,11 %).
| 1793 | 1800 | 1806 | 1821 | 1831 | 1836 | 1841 | 1846 | 1851 |
| ---- | ---- | ---- | ---- | ---- | ---- | ---- | ---- | ---- |
| 368  | 320  | 377  | 389  | 404  | 410  | 413  | 412  | 448  |

| 1856 | 1861 | 1866 | 1872 | 1876 | 1881 | 1886 | 1891 | 1896 |
| ---- | ---- | ---- | ---- | ---- | ---- | ---- | ---- | ---- |
| 459  | 385  | 386  | 388  | 371  | 349  | 312  | 323  | 346  |

| 1901 | 1906 | 1911 | 1921 | 1926 | 1931 | 1936 | 1946 | 1954 |
| ---- | ---- | ---- | ---- | ---- | ---- | ---- | ---- | ---- |
| 341  | 376  | 346  | 362  | 355  | 327  | 337  | 364  | 397  |

| 1962 | 1968 | 1975  | 1982  | 1990  | 1999  | 2004  | 2006  | 2009  |
| ---- | ---- | ----- | ----- | ----- | ----- | ----- | ----- | ----- |
| 542  | 790  | 1 021 | 1 336 | 1 792 | 1 922 | 2 070 | 2 143 | 2 112 |

| 2014  | 2019  | 2022  | - | - | - | - | - | - |
| ----- | ----- | ----- | - | - | - | - | - | - |
| 2 204 | 2 295 | 2 408 | - | - | - | - | - | - |

### Enseignement, sports
La commune dispose de divers commerces, d'un parc de sports, d'une école maternelle, d'une école primaire, et d'un cimetière. On y trouve également une école néerlandaise, De Gouden Klomp, où les enfants natifs des Pays-Bas, très nombreux dans cette région, peuvent recevoir une instruction sur la langue et la culture néerlandaises.

## Économie
Opio compte, en 2006, 882 actifs (taux de chômage de 4 %).
La commune accueille un village de vacances du Club Méditerranée ouvert en 1989.

## Culture locale et patrimoine

### Lieux et monuments

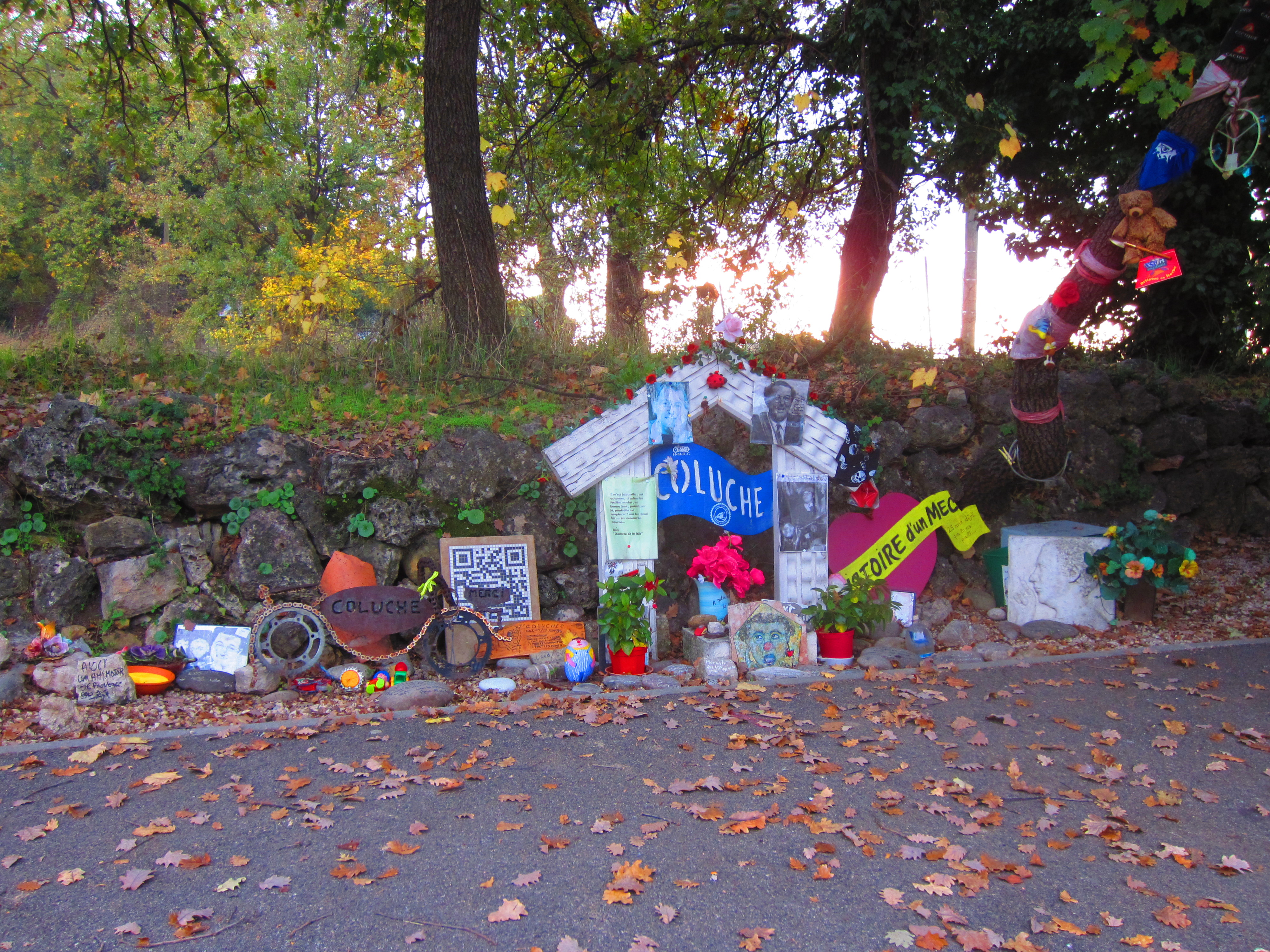
Stèle en hommage à Coluche.

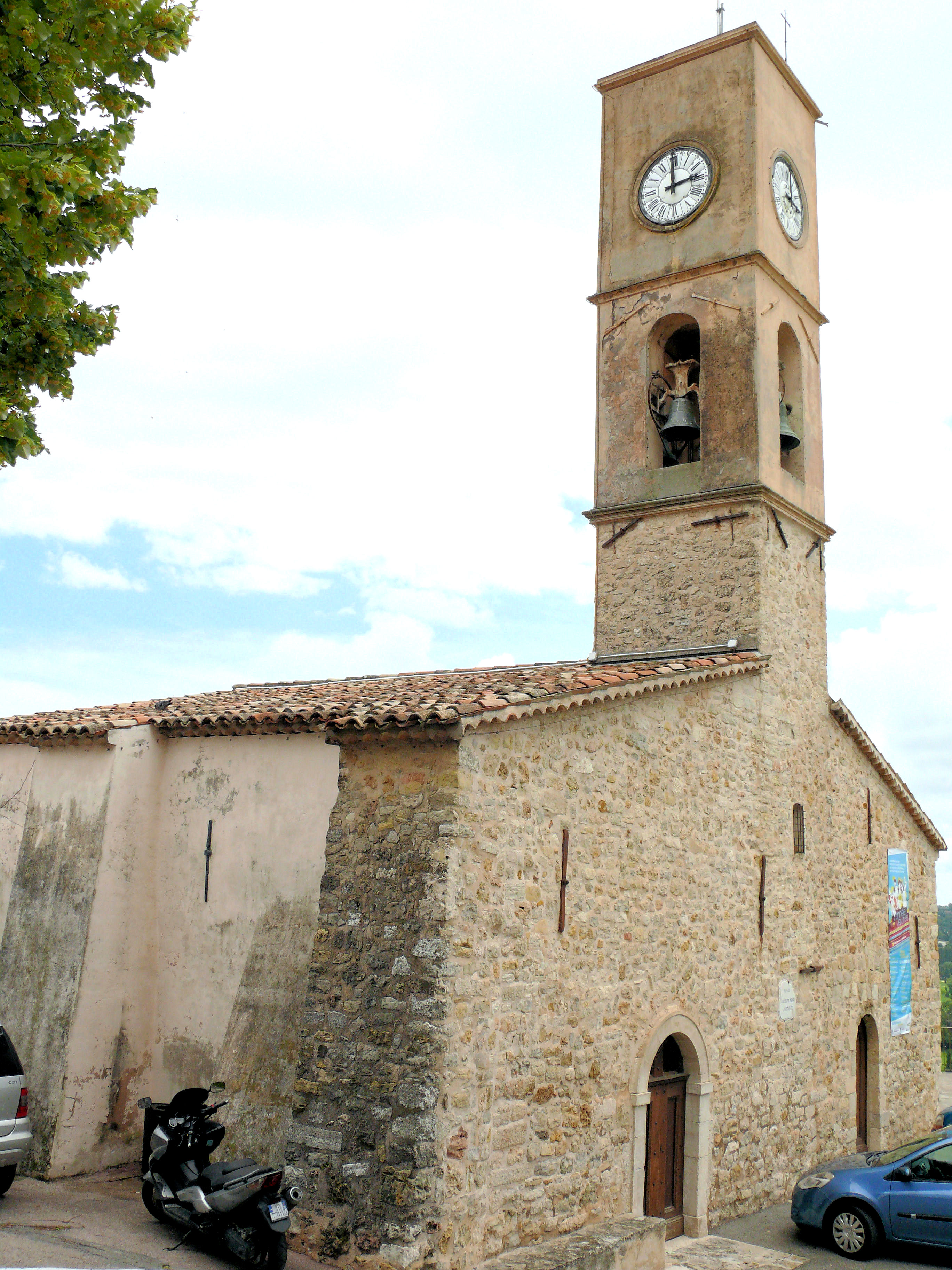
Église Saint-Trophime.

Une pierre commémorative est située à côté du lieu de l'accident où Coluche a perdu la vie, le 19 juin 1986, et est visible de la route. Accessible à partir de la route de Cannes (D 3). Une nouvelle stèle en sa mémoire est inaugurée à l'occasion des 30 ans de sa mort.
L'église Saint-Trophime, du nom de l'évêque d'Arles qui aurait évangélisé la Provence, a une origine médiévale. Elle a peut-être été construite sur un temple dans le haut Moyen Âge. Elle est citée dans des textes de 1138. La nef est romane et date du XIIe siècle. Des éléments romains en réemploi sont visibles dans les murs. L'église a été remaniée au XVe siècle.
La Maison des évêques de Grasse, datant du XVIIe siècle, a une belle cage d'escalier de cette époque. Elle est devenue la mairie d'Opio. Une inscription funéraire romaine a été scellée sur le côté nord-est. Sa traduction est : À Caïus Albucius Opius qui vécut vingt ans, Caïus Albucius Opius et Nevia Paterna ont élevé ce monument à leur fils bien-aimé.

### Personnalités liées à la commune
- Alcide Rousseau (1881-1974), coureur cycliste, mort à Opio.
- Georges Groussard (résistant) (1891-1980), résistant, décédé dans la commune.
- Léon Dupin (1898-1971), artiste-peintre et affichiste parisien, séjourna et est enterré dans la commune.
- Jean Anouilh, (1910-1987) dramaturge et metteur en scène, y possède un mas en 1966[30]
- Jacques-Henri Lartigue (1894-1986), photographe, a séjourné dans la commune où il est enterré.
- Dušan Popov (1912-1981), agent double durant la Seconde Guerre mondiale, qui a énormément inspiré Ian Fleming dans son personnage de James Bond, mort à Opio.
- Michael Nelson (1913-2009), journaliste et dirigeant de l'agence de presse Reuters. Il s'est installé dans la commune et s'est intéressé à l'histoire de la Côte d'Azur[31].
- Coluche (1944-1986), humoriste et comédien, mort dans un accident de la route à Opio.

### Héraldique
| Blason de Opio | Blason  | D’azur à la fasce crénelée d’argent et maçonnée de sable sommé d’une crosse épiscopale d’or issante. |
| Blason de Opio | Détails | Le statut officiel du blason reste à déterminer.                                                     |